# 阴离子间隙

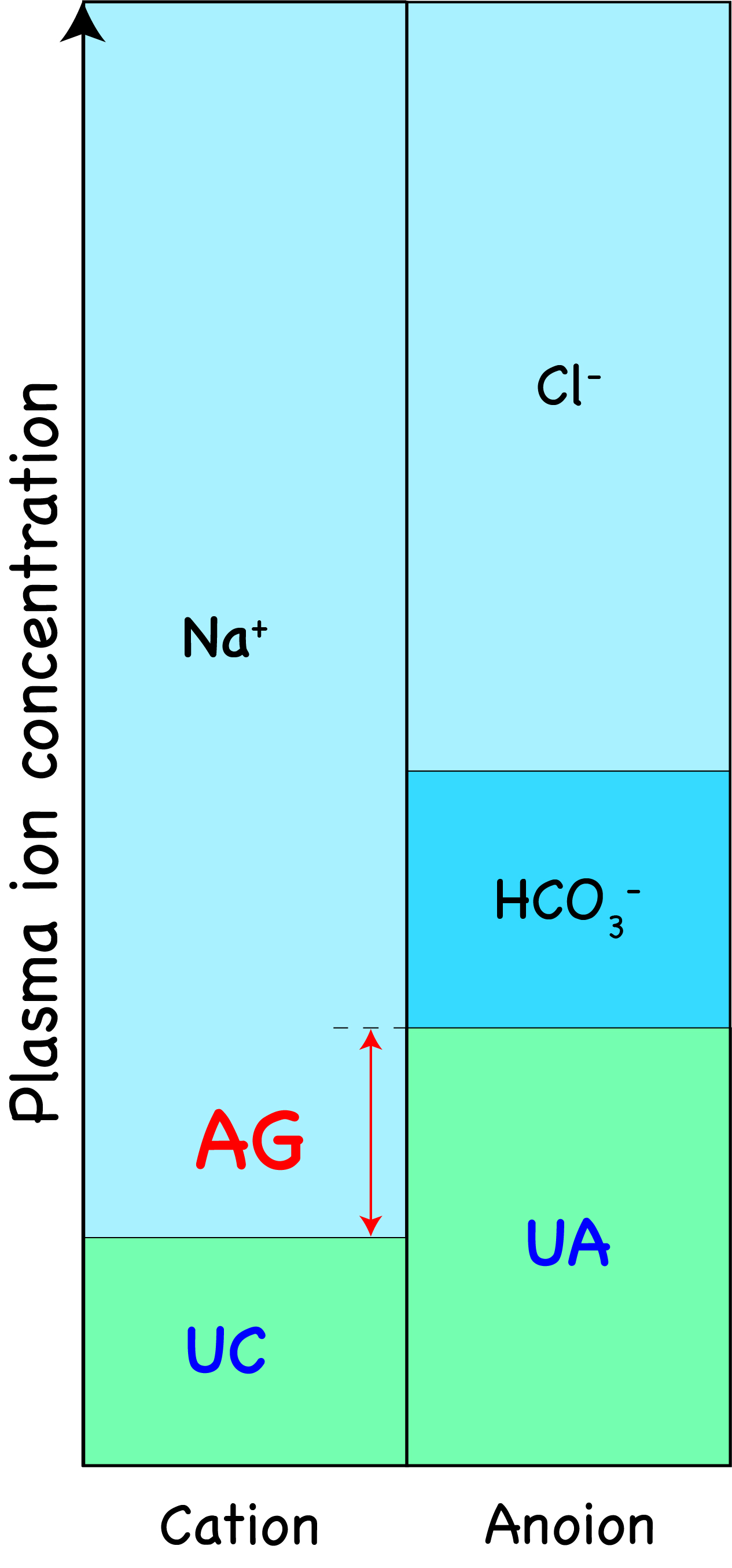
简略示意阴离子间隙的计算，UA指未测定的阴离子，UC指未测定的阳离子，AG指阴离子间隙。

阴离子间隙（anion gap, AG）是指血浆中未测定的阴离子（undetermined anion, UA）和未测定的阳离子的差值（undetermined cation, UC）的差值，即{\displaystyle AG=UA-UC}。“阴离子间隙”也可能指代血清阴离子间隙、尿液阴离子间隙。

## 计算
Na+是血浆中主要的阳离子，又称可测定的阳离子；HCO3-和Cl-是血浆中主要的阴离子，又称可测定的阴离子。未测定的阳离子（UC）主要包括K+，Ca2+，Mg2+等，未测定的阴离子主要包括Pr-（蛋白质陰離子），HPO42-，SO42-。由此可见，阴离子间隙是血浆钠浓度（体内主要阳离子）与氯离子和碳酸氢盐浓度（体内主要阴离子）之和之间的差值。即：{\displaystyle AG=Na^{+}-(Cl^{-}+HCO_{3}^{-})}

## 临床意义
阴离子间隙实际上反映了血浆（或血清）中固定酸根（如硫酸盐、磷酸盐和乳酸盐等）的含量，而实验检查通常并不直接测定这些固定酸根的含量。由于阴离子间隙很容易从常规实验室检查结构中计算得到，因此经常被用作代谢性酸中毒，特别是高乳酸血症的筛查。
血浆阴离子间隙的正常值约为10-14mmol/L，升高的阴离子间隙可用于判断代谢性酸中毒是由于内源性或外源性酸的增加所致（是否为AG增高型代谢性酸中毒），如当硫酸盐、磷酸盐、乳酸盐或水杨酸根产生增多或排出减少时，阴离子间隙增大。阴离子间隙降低的情况可见于低白蛋白血症等UC增加或UA减少的情况。

## 历史
Emmet和Narins最早于1977年使用阴离子间隙来解释和诊断代谢性酸中毒的病因。